# Nicolas Abdat
Nicolas Abdat (Wipperfürth, 29 november 1996) is een Duits-Algerijns voetballer die als verdediger voor TOP Oss speelt.

## Carrière
Nicolas Abdat speelde in de jeugd van DJK Wipperfeld, 1. FC Köln, SG Wattenscheid 09 en VfL Bochum. Halverwege het seizoen 2014/15 sloot hij bij de eerste selectie van VfL Bochum aan, waar hij op 23 maart 2015 onder coach Gertjan Verbeek zijn debuut maakte tegen 1. FC Nürnberg. In de zomer vertrok hij naar VfL Wolfsburg, waar hij drie jaar in het tweede elftal speelde. In 2018 vertrok hij naar SG Wattenscheid 09, uitkomend in de Regionalliga West. In 2019 maakte hij samen met ploeggenoot Mael Corboz de overstap naar Go Ahead Eagles. Hij debuteerde voor Go Ahead op 16 augustus 2019, in de met 5-0 verloren uitwedstrijd tegen SC Cambuur, waarin hij in de 72e minuut inviel voor Richard van der Venne. Na enkele wedstrijden in het seizoen 2019/20 raakte hij zijn basisplaats kwijt aan Elso Brito. Ook in het seizoen erna was hij geen vaste waarde bij het Go Ahead wat naar de Eredivisie promoveerde. Zijn contract werd niet verlengd en na een proefperiode tekende hij in de zomer van 2021 bij TOP Oss.

### Statistieken
| Seizoen                                                               | Club               | Land           | Competitie        | Competitie | Competitie | Beker | Beker | Overig* | Overig* | Totaal | Totaal |
| Seizoen                                                               | Club               | Land           | Competitie        | Wed.       | Dlp.       | Wed.  | Dlp.  | Wed.    | Dlp.    | Wed.   | Dlp.   |
| --------------------------------------------------------------------- | ------------------ | -------------- | ----------------- | ---------- | ---------- | ----- | ----- | ------- | ------- | ------ | ------ |
| 2014/15                                                               | VfL Bochum         | Duitsland      | 2. Bundesliga     | 6          | 0          | 0     | 0     | –       | –       | 6      | 0      |
| 2014/15                                                               | VfL Bochum II      | Duitsland      | RL West           | 2          | 0          | –     | –     | –       | –       | 2      | 0      |
| 2015/16                                                               | VfL Wolfsburg II   | Duitsland      | Regionalliga Nord | 5          | 1          | –     | –     | 0       | 0       | 5      | 1      |
| 2016/17                                                               | VfL Wolfsburg II   | Duitsland      | Regionalliga Nord | 22         | 0          | –     | –     | –       | –       | 22     | 0      |
| 2017/18                                                               | VfL Wolfsburg II   | Duitsland      | Regionalliga Nord | 24         | 1          | –     | –     | –       | –       | 24     | 1      |
| 2018/19                                                               | SG Wattenscheid 09 | Duitsland      | RL West           | 19         | 0          | –     | –     | 1       | 0       | 20     | 0      |
| 2019/20                                                               | Go Ahead Eagles    | Nederland      | Eerste divisie    | 8          | 0          | 0     | 0     | –       | –       | 8      | 0      |
| 2020/21                                                               | Go Ahead Eagles    | Nederland      | Eerste divisie    | 8          | 0          | 1     | 0     | –       | –       | 9      | 0      |
| 2021/22                                                               | TOP Oss            | Nederland      | Eerste divisie    | 0          | 0          | 0     | 0     | –       | –       | 0      | 0      |
| Carrièretotaal                                                        | Carrièretotaal     | Carrièretotaal | Carrièretotaal    | 94         | 2          | 1     | 0     | 1       | 0       | 96     | 2      |
| *Wedstrijden uit de play-offs Regionalliga/3. Liga en Westfalenpokal. |                    |                |                   |            |            |       |       |         |         |        |        |
| Bijgewerkt op 24 juli 2021                                            |                    |                |                   |            |            |       |       |         |         |        |        |